# I Морти дел Роколо (Бергамо)
I Морти дел Роколо је насеље у Италији у округу Бергамо, региону Ломбардија.
Према процени из 2011. у насељу је живело 44 становника. Насеље се налази на надморској висини од 117 м.